# ماریا جووانویچ
ماریا جووانویچ (انگلیسی: Marija Jovanović؛ زادهٔ ۲۶ دسامبر ۱۹۸۵) بازیکن هندبال اهل مونته‌نگرو است.